# Acanthoclinus rua
Acanthoclinus rua es una especie de peces de la familia Plesiopidae en el orden de los Perciformes.

## Morfología
• Los machos pueden llegar alcanzar los 11,5 cm de longitud total.

## Distribución geográfica
Es un endemismo de Nueva Zelanda.